# カリーム・ハリーリー
ムハンマド・カリーム・ハリーリー（ペルシア語: محمد کريم خليلي、Karim Khalili、1949年 - ）は、アフガニスタンの政治家。ハーミド・カルザイ政権で第二副大統領をつとめた。

## 経歴
ヴァルダク州出身。ハザーラ人、シーア派。イランで神学の教育を受ける。
ソ連侵攻後、抵抗組織「ナスル」で活動し、1981年テヘランの「ナスル」の中央事務所所長となる。
1986年から、アフガニスタン・イスラム統一党（ヘズベ＝ヴァフダート）の2大派閥の1つの領袖。ムハンマド・ナジーブッラー政権とは、戦争と和平を繰り返した。1990年代初め、ブルハーヌッディーン・ラッバーニーと敵対した。
1993年からグルブッディーン・ヘクマティヤール政権のジハード会議議員、大臣を務めた。同年6月、ロシアを公式訪問。
1990年代中盤、北部同盟の共同創設者の1人となり、アフマド・シャー・マスードの盟友となった。1995年アフガニスタン・イスラム統一党のマザーリーが殺害された後、同党の党首となる。1990年代末、ターリバーンにより撃破され、アブドゥルラシード・ドーストムと共にアフガニスタンを離れた。2000年頃、帰国。
2001年11月、ハリーリーの部隊は、ターリバーンが放棄したヘラートを最初に占領し、イスマーイール・ハーンの部隊と交戦した。
2002年6月19日、移行政権の4人の副大統領のうちの1人に任命される。同年12月から元ムジャーヒディーンの武装解除・就職斡旋委員会の委員長。
2004年12月7日、正式政権発足にともない第二副大統領に就任。